# پوپوفکا (کولیما)
پوپوفکا (روسی: Поповка) یک رود در استان ماگادان کشور روسیه است.